# 안데르송 밤바
안데르송 소아레스 지 올리베이라(포르투갈어: Anderson Soares de Oliveira, 1988년 1월 10일 ~ )는 안데르송 밤바(포르투갈어: Anderson Bamba)로 잘 알려진 브라질의 전 축구 선수로 현역 시절 포지션은 센터백이었다.